# باول فينيتش
باول فينيتش (بالإنجليزية: Paul Fenech)‏ (20 ديسمبر 1986 بناكسار في مالطا - ) هو لاعب كرة قدم مالطي في مركز الوسط. شارك مع منتخب مالطا تحت 21 سنة لكرة القدم ومنتخب مالطا لكرة القدم. أما مع النوادي، فقد لعب مع نادي بالزان ونادي بيركيركارا وMsida Saint-Joseph F.C. ‏.

## وصلات خارجية
- باول فينيتش على موقع الاتحاد الأوربي (الإنجليزية)
- باول فينيتش على موقع قاعدة بيانات كرة القدم.إي يو (الإنجليزية)
- باول فينيتش على موقع ناشيونال فوتبول تيمز (الإنجليزية)
- باول فينيتش على موقع Soccerway.com (الإنجليزية)
- باول فينيتش على موقع عالم كرة القدم.نت (الإنجليزية)